# 埠前镇
埠前镇，是中华人民共和国江西省吉安市永新县下辖的一个乡镇级行政单位。

## 行政区划
埠前镇下辖以下地区：
小屋岭社区、埠前村、燕溪村、红旗村、汶水村、高贤村、共和村、三门村、紫雾源村、文田村、仰山村和高川村。